# Uno Stadius

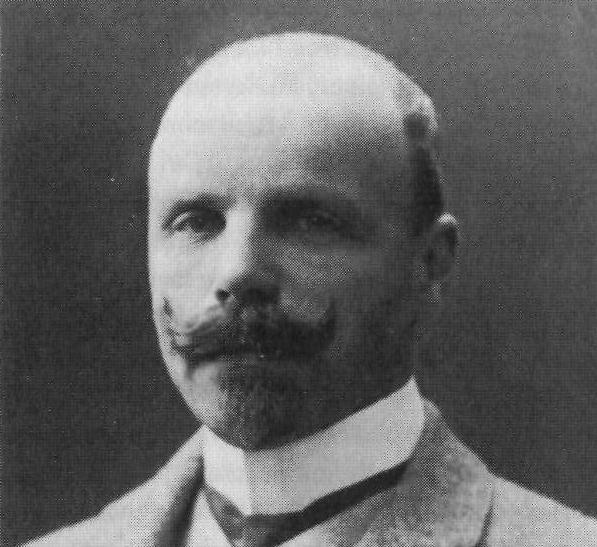
Uno Stadius

Uno Ludvig Stadius, född 2 april 1871 i Helsingfors, död 15 mars 1936 i Helsingfors, var en finländsk journalist, folkbildare och nykterhetsivrare.
Stadius studerade rättsvetenskap vid Helsingfors universitet och senare i Stockholm och Leipzig. Under 1890-talet var han chefredaktör för Borgåbladet, Björneborgs Tidning och Wasa Nyheter. På grund av förtrycksperioderna i slutet av 1890-talet flydde Stadius till Tyskland och vidare till Sverige.
År 1906 grundade Stadius Brunnsviks folkhögskola med Karl-Erik Forsslund och Gustaf Ankarcrona. Det var den första rörelsefolkhögskolan i Sverige. Efter Finlands självständighet 1917 återvände han till Helsingfors och arbetade vid statens bibliotekskontor. Från 1921 arbetade han vid Socialstyrelsen.

## Familj
Stadius var son till statsrådet Knut Alfred Stadius och författaren Julia Stadius, född Tavaststjerna. Han var 1898–1915 gift med Emma Eleonora Sjödahl. Uno Stadius är morfar till den finlandssvenska författaren Märta Tikkanen. Hennes bok från 2010, Emma & Uno – visst var det kärlek, handlar om Stadius och dennes hustru.